# Gerhard von Rad
Gerhard von Rad (21 octobre 1901 - 31 octobre 1971) est un pasteur luthérien et un universitaire allemand, célèbre spécialiste de l'Ancien Testament.

## Vie et travaux
Gerhard von Rad est né en 1901 à Nuremberg, en Bavière, de parents luthériens. Il fait ses études à l'Université d'Erlangen et à l'Université de Tübingen. Il est notamment influencé par O. Procksch, par l'étude de la théologie du Deutéronome et par le concept d'histoire dans les livres des Chroniques. En 1925, il devient pasteur protestant en Bavière. Von Rad enseigne ensuite un an comme tuteur à l'Université d'Erlangen, en 1929, puis comme privatdozent à l'Université de Leipzig, en 1930, où il est profondément marqué par Albrecht Alt pour qui l'Ancien Testament ne peut être compris sans le concept d'histoire.
À cette époque, après la première guerre mondiale, une partie de la théologie allemande semble se détourner de l'Ancien Testament, voire le mépriser, tel l’historien des dogmes et protestant libéral Adolf von Harnack. Face à cette dépréciation de l'Ancien Testament et alors que se développait la propagande nazie, quelques biblistes protestants allemands (les Rudolf Kittel, W. Eichrodt, O. Protschk, etc.) vont opérer une revalorisation de la théologie de l'Ancien Testament, et Gerhard von Rad sera parmi eux.
Von Rad enseigne ensuite à Iena à partir de 1934 et jusqu'à 1945, dans un contexte universitaire favorable au nazisme (contre lequel il prononcera de nombreuses conférences), puis partira pour enseigner à l'Université de Göttingen, de 1945 à 1949. Après cela, il devient professeur d'Ancien Testament à l'Université Ruprecht Karl de Heidelberg dans l'État de Bade-Wurtemberg, de 1949 à sa mort en 1971.
Les travaux de von Rad participent alors au renouveau d'intérêt pour les études sur l'Ancien Testament à partir des 20 et 30. Avec Martin Noth, il applique la recherche sur la tradition orale du Pentateuque et la critique des formes, initiée par Hermann Gunkel, aux explications relatives à l'origine de ces textes et à l'hypothèse documentaire.
Il a notamment dirigé avec Günther Bornkamm la grande collection Wissenschaftliche Monographien zum Alten und Neuen Testament.

## Théologie biblique
C'est durant son enseignement à Heidelberg qu'il produit son œuvre majeure, sa Théologie de l'Ancien Testament, en 1957 et 1960. Dans le premier volume, il montre comment la foi, en œuvre dans la liturgie, fournit une conception de l'histoire comme déroulement des événements du salut. Foi et histoire sont alors deux réalités différentes mais s'éclairant mutuellement. Après avoir étudié les confessions de foi de l'Hexateuque, von Rad s'applique à présenter la théologie des multiples traditions historiques. Dans son deuxième volume, il applique ses recherches au prophétisme biblique, puis aux rapports entre Ancien et Nouveau Testament.
Il publia ultérieurement une étude qui venait compléter le corpus déjà étudié : Israël et la sagesse. Il montre que les courants de sagesse ne sont pas dépendants d'une théologie de l'histoire du salut, mais sont un effort pour comprendre les énigmes et les difficultés de la vie.
S'il est incontournable dans l'histoire de l'exégèse contemporaine, von Rad est d'abord un théologien. Cette théologie biblique s'est élaborée dans un rapport à la fois théologique et historique à l'Écriture, en interaction avec la recherche de son temps.

## Œuvres
- G. von Rad, Théologie de l'Ancien Testament,. Tome I, Théologie des traditions historiques d'Israël, Genève, Labor & Fides, 1963
- G. von Rad, Théologie de l'Ancien Testament, Tome II, Théologie des traditions prophétiques d'Israël, Genève, Labor & Fides, 1967
- G. von Rad, La Genèse, Labor & Fides, Genève, 1968
- G. von Rad, Israël et la sagesse, Labor & Fides - Librairie protestante, Genève - Paris, 1971